# 123
123 рік — невисокосний рік, що почався в п'ятницю за григоріанським календарем. 
Римська імперія •  Парфянське царство •  Кушанське царство •  Східна Хань •  Сармати

## Геополітична ситуація
Римську імперію очолює імператор Адріан (до 138). Імперія  займає Апеннінський, Піренейський та Балканський півострови, Галлію, частину Британії, Близький Схід, Північну Африку включно з Єгиптом. 
Наймогутніша держава центральної Азії — Парфянське царство. Наймогутніша держава Індостану — Кушанське царство. Династія Хань править у Китаї.  Корейський півострів ділять між собою Три корейські держави. 
Триває докласичний період цивілізації мая.
На території майбутньої України, в степах Причорномор'я, кочують сармати, північніше — племена Черняхівської культури.

## Події

Чжан Хен на китайській поштовій марці

- Римськими консулами були Квінт Артикулей Петін та Луцій Венулулей Апроніан Октавій Пріск.
- У червні римський імператор Адріан та парфянський цар Хосрой (Орос) зустрілися на одному з островів Євфрату, в результаті цієї зустрічі було укладено мирний договір[1].
- Восени Адріан відвідав Каппадокію та Понт, міста Самсун і Синоп, визнав Котіса II правителем Боспору, відвідав Віфінію й, можливо, провів зиму в Нікомедії[1].
- Завершилося будівництво вілли Адріана.
- Відкрито дорогу Via Cassia Nova, що вела до Риму з півночі[2].
- Місто Кізік зазнало руйнівного землетрусу.

Китай:
- Чжан Хен, головний астроном династії Хань, провів реформу китайського календаря.
- Бань Юан, син Бань Чао, рушив на Західний Край (Східний Туркестан) з метою знову підкорити його.
- Сяньбі вчинили набіг на південних хунну.

## Померли
- бл. 123 — Помпея Плотіна — дружина римського імператора Траяна.